# Clé 1: Miroh
Clé 1: Miroh (стилізується як Clé 1: MIROH) — мініальбом, який випустив південнокорейський гурт Stray Kids на цифрових платформах та фізичних носіях 25 березня 2019 року. Реліз цього альбому відбувся в день першої річниці гурту. За березень було продано 103,201 фізичних копій. 12 серпня стало відомо, що Clé 1: Miroh став платиновим.
Завдяки композиції «Miroh» Stray Kids здобули свою першу перемогу на музичному шоу M Countdown.

## Просування

### До релізу
19 лютого з'явилася інформація, що Stray Kids завершили знімання свого нового музичного відео, і хоч офіційна дата повернення була ще невідома, але джерело з JYP Entertainment повідомило, що новий реліз відбудеться у березні. 6 березня 2019 року JYP Entertainment опублікували коротке відео з датою релізу нового альбому Stray Kids. У відео був текст «Clé 1: MIROH» і також цифри «20180325» (25 березня 2018 дата дебюту Stray Kids) і «20190325» (дата релізу альбому Clé 1: MIROH). Також JYP Entertainment 7 березня оголосили, що в рамках Hi-Stay Tour in Korea гурт зустрінеться з фанатами у Пусані, Теджоні та Інчхоні. А 4 квітня буде проведений спеціальний захід у Сеулі.
11 березня 2019 року був опублікований список композицій майбутнього мініальбому, до нього увійшли сім композицій та восьма, бонусна, тільки для фізичної версії альбому. Групові, індивідуальні та командні фото тизери публікувалися щодня, з 12 по 16 березня. 17 березня було опубліковане відео [INTRO «Clé 1: MIROH»], де учасники розповідали про альбом та його концепт. З 18 по 21 березня були опубліковані Unveil до композицій «잠깐의 고요 (Maze of Memories)», «Boxer», «19», «Chronosaurus», «Entrance», «Mixtape#4». Відео тизери музичного відео до заголовної композиції «Miroh» вийшли 22, 23 березня. Unveil до композиції «승전가(Victory Song)» був опублікований 24 березня, у той же день було опубліковано відео зустрічі 3Racha з Пак Джин Йоном, де вони розмовляли про Clé 1: Miroh та його концепт.
| |                                                |                                                                              |                                                                            |                                                                        |                                                            |                                                                                                 |
| Публікація списку композицій мініальбому Clé 1: Miroh                                              | Публікація двох групових тизер фото (Тип В, С) | Публікація індивідуальних тизер фото (Тип А, B, С): Бан Чан, Хьонджин, Ай'Ен | Публікація індивідуальних тизер фото (Тип А, B, С): Лі Ноу, Фелікс, Чанбін | Публікація індивідуальних тизер фото (Тип А, B, С): Уджин, Хан, Синмін | Публікація командних тизер фото 4:5, 3:3:3 (Тип B, С)      | Публікація відео [INTRO «Clé 1: MIROH»]                                                         |
| 11 березня                                                                                         | 12 березня                                     | 13 березня                                                                   | 14 березня                                                                 | 15 березня                                                             | 16 березня                                                 | 17 березня                                                                                      |
| Публікація Unveil до композицій «잠깐의 고요 (Maze of Memories)», «Boxer»                          | Публікація Unveil до композиції «19»           | Публікація Unveil до композиції «Chronosaurus»                               | Публікація Unveil до композицій «Entrance», «Mixtape#4»                    | Публікація першого тизеру до заголовної композиції «Miroh»             | Публікація другого тизеру до заголовної композиції «Miroh» | Публікація Unveil до композиції «승전가(Victory Song)» Публікація відео Pre-TALK «JYP X 3RACHA» |
| 18 березня                                                                                         | 19 березня                                     | 20 березня                                                                   | 21 березня                                                                 | 22 березня                                                             | 23 березня                                                 | 24 березня                                                                                      |
| Реліз п'ятого мініальбому Clé 1: Miroh Публікація музичного відео до заголовної композиції «Miroh» |                                                |                                                                              |                                                                            |                                                                        |                                                            |                                                                                                 |
| 25 березня                                                                                         |                                                |                                                                              |                                                                            |                                                                        |                                                            |                                                                                                 |

### Після релізу
Clé 1: Miroh вийшов 25 березня о 18:00 по KST і очолив чарти альбомів iTunes у таких країнах, як США, Мексика, Перу, Фінляндія, Сінгапур та ін. і увійшов до десятки найкращих ще у 32 країнах. 28 березня було опубліковано відео зі знімання музичного кліпу до заголовної композиції.
У епізоді 4 квітня музичного шоу M Countdown, Stray Kids з композицією «Miroh» були кандидатами на перше місце разом Haeun, Yosep з композицією «Girlfriend». Зрештою, Stray Kids здобули перемогу, набравши 5,870 балів, що стало їх першою перемогою в музичному шоу з моменту їх дебюту в березні минулого року.
На YouTube каналі Stray Kids 5 квітня вийшло відео до композиції «Boxer Street Ver.», зняте самими учасниками у парку Сіднея, Австралія. 12 квітня було опубліковане закадрове відео знімання «Boxer», а 26 квітня було опубліковано «Boxer Special Video».
8 квітня вийшло перформанс відео до композиції «승전가 (Victory Song)». Відео до композицій «19» та «Chronosaurus» вийшли 11 та 15 квітня, відповідно. А 19 квітня Stray Kids опублікували Street Ver. до композиції «Mixtape#4», яке було також зняте у Сіднеї, Австралія.
Альбом Clé 1: Miroh був обраний MTV «одним з 10 найкращих альбомів 2019 року».

## Про альбом
В ері I am… вони не змогли знайти відповіді на всі запитання, тому Stray Kids вибираються з District 9 і направляються у нове місце. Якщо ера I am… — це історія про те, ким вони є насправді, то серія Clé – це про подорож до нового і розповідь про те, як вони збираються виживати в новому місці. District 9 — наповнений лише агресією і шаленим бажанням вийти із клітки, перестати бути частиною системи. Clé 1: Miroh — це розповідь про те, що Stray Kids залишаючи позаду District 9, відкривають двері в нове місце («clé» в перекладі з французької — укр. «ключ»). Місце яке виявилось за відкритими дверима отримало назву «Miroh» в перекладі з кор. на латиниці «miro» означає «лабіринт», але через те, що вони поки знаходяться в середині, цей лабіринт, в залежності від їхніх рішень і дій, міг стати для них як раєм (англ. «heaven») так і пеклом (англ. «hell»), саме тому до слова «miro» була додана літера «Н», так альбом і заголовна композиція отримали свою назву «Miroh».
Clé 1: Miroh є першим мініальбомом серії Clé.
«Entrance» (укр. «вхід», «вихід») — якщо прислухатись, то можна почути звуки барабанів Конґа. І може так здаватись, що атмосфера більше нагадує джунглі, аніж місто. Це є порівнянням, що цей світ є так само небезпечним як і джунглі. Потім звучить звук ключа, який відмикає двері.
«Miroh» — зображає бойовий дух та впевненість Stray Kids, які йдуть крізь, сповнений жахом, лабіринт. Композиція демонструє бажання рухатися лише вперед. Хоч в самій ліриці описується місто, але при тому ви можете чути звуки дикої природи. Вони готові до бою, але всередині вони спокійні. Перед ними новий світ, який схожий на джунглі й вони не знають як себе вести в цих джунглях, вони поняття не мають що їх там очікує, але факт того, що зараз вони всі разом, додає впевненості кожному із них. Сама композиція є дуже потужною і цим підкреслює позитивний настрій та ціленаправленість. Ця пісня дозволяє нам побачити Stray Kids з зовсім, не знайомої досі, сторони. Також вона є новим етапом творчості гурту. У музичному відео є дуже багато ключових моментів, «таких як танець мийника вікон» — подібну назву використовує сам гурт і також вони роблять акцент на тому, що виконуючи цей рух ви повинні вкласти весь азарт і збудження. Також частиною хореографії став танець Гака, що зазвичай регбісти Нової Зеландії використовують для залякування свої опонентів. Цей танець не тільки допомагає продемонструвати здібності хлопців, а й показує їхню енергетику і внутрішню силу.
«승전가 (Victory Song)» (кор. «승전가» — укр. «переможець», англ. «victory song» — укр. «пісня перемоги») — це композиція про почуття радості та впевненості в собі та в тому, що тебе чекає перемога на будь-якому шляху та у будь-якому випадку.
«잠깐의 고요 (Maze of Memories)» (кор. «잠깐의 고요» — укр. «хвилина мовчання», англ. «maze of memories» — укр. «лабіринт спогадів») — коли немає зовсім часу, або його постійно бракує, важко думати про себе та інших. І в момент, коли ти зупиняєшся і хочеш задуматись, одразу з'являється цілий ворох негативних думок. У ліриці Stray Kids виразили свої важкі переживання від почуття бути переслідуваними чимось.
«Boxer» (укр. «боксер») — це композиція про великі амбіції та бажання у ліриці є рядок «я знищу все, що буде стояти на моєму шляху», що є обіцянкою як самому собі, так і посланням тим, хто його почує.
«Chronosaurus», Chronos (укр. «Хронос») — бог часу в грецькій міфології, також у давні часи існував динозавр Kronosaurus (укр. Кронозавр) — небезпечний хижак, доісторичне чудовисько, яке колись мешкало на території Австралії. Взявши ‹chrono› і частину ‹saurus› Stray Kids з'єднали їх в слово Chronosaurus — чудовисько часу. У ліриці йдеться про страх і переживання. Stray Kids намагались показати те найжахливіше, чим володіє час. Потрапивши до міста, вони зрозуміли, що те чого люди бояться найбільше, одночасно те, що їх переслідує — це час, звідси і з'явилося порівняння часу з чудовиськом, «Поки я біжу вперед до своєї мети, позаду час який переслідує мене. Мені хотілось би зупинитись і перепочити, але не можу цього зробити, оскільки на хвості у мене сидить цей монстр».
«19» — у ліриці йдеться про суперечливі почуття радості та страху, які так часто відчувають люди в 19, знаходячись на етапі дорослішання.
«Mixtape#4» — в основу цієї композиції лягла пісня «Broken Compass» від 3Racha. Ця композиція якнайкраще підходила по концепту альбому, адже у ній йдеться про пошук нового шляху. Першочергова думка пісні не змінилася, глибокі емоції та переживання збереглися і в цій версії, але масштаб був розширений.

## Список композицій та усіх кредитів до них
Кредити до пісень були взяті з сайту MelOn.
| #  | Назва                            | Автор слів   | Автор музики                   | Аранжування                        | Тривалість |
| -- | -------------------------------- | ------------ | ------------------------------ | ---------------------------------- | ---------- |
| 1. | «Entrance»                       |              | Бан Чан (3Racha) KAIROS samUIL | Бан Чан (3Racha) KAIROS samUIL K.O | 1:38       |
| 2. | «Miroh»                          | 3Racha       | 3Racha Brian Atwood            | Brian Atwood Бан Чан (3Racha)      | 3:27       |
| 3. | «승전가 (Victory Song)»          | 3Racha       | 3Racha earattack Larmook       | earattack Larmook                  | 3:16       |
| 4. | «잠깐의 고요 (Maze of Memories)» | 3Racha       | 3Racha J;Key                   | J;Key Бан Чан (3Racha)             | 2:55       |
| 5. | «Boxer»                          | 3Racha       | 3Racha Glory Face Jake K       | Glory Face Jake K                  | 3:20       |
| 6. | «Chronosaurus»                   | 3Racha       | Бан Чан (3Racha) KAIROS samUIL | KAIROS samUIL K.O                  | 3:18       |
| 7. | «19»                             | Хан (3Racha) | Бан Чан (3Racha) Хан (3Racha)  | Бан Чан (3Racha)                   | 3:25       |

Clé 1: Miroh — бонусна композиція для фізичних версій мініальбому.
| #  | Назва       | Автор слів | Автор музики | Аранжування                | Тривалість |
| -- | ----------- | ---------- | ------------ | -------------------------- | ---------- |
| 8. | «Mixtape#4» | Stray Kids | Stray Kids   | Versachoi Бан Чан (3Racha) | 3:51       |

Запис та управління
- Управління
  - Kairos Music Group LLC, Los Angeles, CA (композиції 1, 6)
- Запис
  - Kairos Music Group LLC, Los Angeles, CA (композиції 1, 6)
  - 821 Sound (композиції 3, 4)
  - The Vibe Studio (композиції 2, 5, 7, 8)
  - W Sound (композиція 6)
- Зведення
  - RCAVE Sound (композиції 1, 3, 6, 7)
  - The Ninja Beat Club (композиція 2)
  - Nonhyundong Studio (композиції 4, 5, 8)
- Освоєння
  - 821 Sound (всі, крім композиції 2)
  - Studio DMI (композиція 2)

Особисті
- Бан Чан (3Racha) — лірика (всі, крім композиції 1, 7), музика (всі композиції), аранжування (композиції 2, 4, 7, 8), всі інструменти (композиції 2, 8), комп'ютерне програмування (композиції 2, 4, 7), беквокал (композиції 2, 3, 4, 5, 8), гітара (композиція 7)
- Чанбін (3Racha)  — лірика (всі, крім композиції 1, 7), музика (всі, крім композиції 1, 6, 7), беквокал (композиції 2, 3, 5)
- Хан (3Racha) — лірика (всі, крім композиції 1), музика (всі, крім композиції 1, 6), беквокал (композиції 2, 3, 5, 7)
- Уджин — лірика. музика (композиція 8), беквокал (композиція 2)
- Лі Ноу — лірика. музика (композиція 8), беквокал (композиція 2)
- Хьонджин — лірика. музика (композиція 8), беквокал (композиція 2)
- Фелікс — лірика. музика (композиція 8), беквокал (композиція 2)
- Синмін — лірика. музика (композиція 8), беквокал (композиція 2, 8)
- Ай'Ен — лірика. музика (композиція 8), беквокал (композиція 2)
- Joe J. Lee «KAIROS»[38] — музика, аранжування, всі інструменти, клавіатури і програмування (композиції 1, 6), вокальна постановка (композиція 6)
- samUIL[39] — музика, аранжування, всі інструменти, клавіатури і програмування, бас, беквокал (композиції 1, 6), струни, вокальна постановка (композиція 6)
- Hobyn «K.O» Yi[40] — аранжування, клавіатури і програмування (композиції 1, 6), запис (композиція 1),  додатковий запис (композиція 6)
- Brian Atwood[41] — музика, аранжування, всі інструменти, комп'ютерне програмування (композиція 2)
- earattack[42] — музика, аранжування, комп'ютерне програмування, беквокал, запис (композиція 3)
- Larmòók[43] — музика, аранжування, комп'ютерне програмування (композиція 3)
- J;KEY[44] — музика, аранжування, фортепіано, бас, синтезатор, комп'ютерне програмування (композиція 4)
- Glory Face[45] — музика, аранжування (композиція 5)
- Jake K[46] — музика, аранжування, всі інструменти, комп'ютерне програмування (композиція 5)
- Versachoi — аранжування, всі інструменти, комп'ютерне програмування (композиція 8)
- Jin Seong-won — французька вимова (композиція 1)
- Yura Jeong[47] — цифрове редагування (композиція 3)
- Hong Ji Sang[48] — режисер вокалу (композиція 2)
- YUE — редагування вокалу (композиції 2, 7)
- Bei Zhang — управління (композиція 1, 6)
- YOUNGHWAN — запис/ассистент (композиція 1), додатковий запис/ассистент (композиція 6)
- Hyejin Choi[49] — запис (композиції 2, 5, 7)
- Kim Min-hee — запис (композиції 3, 4)
- Hongjin Lim[50] — запис (композиція 5), зведення (композиції 5, 8)
- Sehee Um — запис/ассистент (композиція 5), запис (композиція 6), зведення/ассистент (композиція 8)
- Lee Sang-yeob[51] — запис (композиція 8)
- Bei Zhang — управління (композиція 1, 6)
- Lee Tae-Sub[52] — зведення (композиції 1, 3, 6, 7)
- Hansu Jang 장한수 — зведення (композиція 4)
- Kwon Nam-woo[53] — освоєння (всі, крім композиції 2)
- Scott Banks[54] — освоєння (композиція 2)

## Формати
Фізичний альбом вийшов у декількох версіях: LIMITED ver., стандартна версія Clé 1 ver. та MIROH ver.

### Фізийчний
| LIMITED ver.        | Clé 1 ver. / MIROH ver. | Попереднє Замовлення |
| ------------------- | ----------------------- | -------------------- |
| • Обкладинка        | • Фотокнига             | • Один плакат        |
| • Фотокнига         | • CD диск               | • 4-CUT фото наліпка |
| • CD диск           | • Три qr-фотокартки     |                      |
| • Три qr-фотокартки |                         |                      |
| • Одна фотокартка   |                         |                      |
| • Прозора листівка  |                         |                      |

### Цифровий
| • Цифрове зображення обкладинки |
| • Сім цифрових композицій       |

## Чарти
| Чарт (2019–20)                              | Найвища позиція |
| ------------------------------------------- | --------------- |
| Франція French Download Albums (SNEP)       | 47              |
| Угорщина Hungarian Albums (MAHASZ)          | 19              |
| Японія Japanese Albums (Oricon)             | 15              |
| Японія Japanese Download Albums (Billboard) | 69              |
| Південна Корея South Korean Albums (Gaon)   | 1               |
| Велика Британія UK Digital Albums (OCC)     | 63              |
| США US Heatseekers Albums (Billboard)       | 13              |
| США US World Albums (Billboard)             | 3               |

| Чарт (2019)                               | Найвища позиція |
| ----------------------------------------- | --------------- |
| Південна Корея South Korean Albums (Gaon) | 31              |

## Сертифікації
| Регіон                                            | Сертифікація | Фізичні продажі |
| ------------------------------------------------- | ------------ | --------------- |
| Південна Корея                                    | Платина      | 250,000^        |
| ^кількість продажів, що потрібна для сертифікації |              |                 |

## Нагороди та оцінки критиків
| Критика/Публікації | Список                                                             | Композиція     | Рейтинг | Прим.  |
| ------------------ | ------------------------------------------------------------------ | -------------- | ------- | ------ |
| BuzzFeed           | Best K-pop Music Videos of 2019                                    | «Miroh»        | 5       | [ 67 ] |
| Elite Daily        | These Songs About Winning Are Perfect For Your Super Bowl Playlist | «Victory Song» | 13      | [ 68 ] |
| MTV                | The Best K-pop B-sides of 2019                                     | «Chronosaurus» | 8       | [ 69 ] |

| Композиція | Музична програма   | Дата          | Прим.  |
| ---------- | ------------------ | ------------- | ------ |
| «Miroh»    | M Countdown (Mnet) | 4 квітня 2019 | [ 70 ] |

## Нотатки
1. ↑  В 2018 році Korea Music Content Industry Association впровадила нову систему сертифікації з продажу фізичних та цифрових альбомів та стрімінгу. Починаючи з 1 січня 2018 року або пізніше, Gaon Chart сертифікує альбоми платиновими, коли вони досягають 250,000 продажів, а альбоми, які досягли продажі в мільйон та більше копій, отримають сертифікат «мільйон».
2. 1 2 3 4 5 6  Unveil - дослівний переклад укр. — «розкрити», «урочисто відкривати», «оприлюднити». У випадку Stray Kids означає публікацію короткого відео, який розкриває частково тему майбутньої композиції.
3. 1 2 3 4 5  Тип А, В, С – для просування цього альбому Stray Kids використовували кілька візуальних концептів.
4. ↑  Оригінально назва пишеться великими літерами.
5. ↑  3Racha стилізується як 3RACHA - мається на увазі, що всі учасники (Бан Чан, Чанбін, Хан) продюсерського юніту брали участь.
6. ↑  LIMITED ver. має зовсім інше візуальне оформлення обкладинки, фотокниги та CD. Також має обкладинку. Фотокнига розміром 18 × 25,5 см, на другій сторінці має розворот на якій зображений один з учасників (один із дев’яти варіантів). QR-фотокартки розміром 5,5 × 8,5 см (три з сорока п’яти, по п’ять різних фото кожного учасника), фотокартку з одним з учасників, розміром 5,5 × 8,5 см (одну із дев’яти) та прозору фотокартку розміром 10 × 15 см (одну із двох).
7. ↑  У альбомів стандартної версії два візуальних оформлення.Загальний розмір 18 × 25,5 см. Фотокнига двох типів Clé 1 ver. та MIROH ver. на другій сторінці має розворот (один із дев’яти, на розвороті фото одного  з учасників). CD диск має два різних візуальних оформлень, як і обкладинка альбому. QR-фотокартки розміром 5,5 × 8,5 см, (три з сорока п’яти, по п'ять різних фото кожного учасника).
8. ↑  Крім стандартного наповнення в період попереднього замовлення можна було отримати плакат розміром 76,2 × 52,5 см (груповий, один з трьох), 4-CUT фото наліпку розміром 10 ×10 см (один із дев’яти, на кожному по 4 фото одного з учасників).